# マサ子さん
マサ子さん（まさこさん）は、かつて活動していた日本のガールズバンド。ナゴムレコード所属。またここではマサ子さん1/2、電燈としての活動も紹介する。

## 来歴
いわゆるナゴムギャルであったマユタンと姉のサブリナの姉妹ボーカルユニットとして1986年に結成。1988年より6人組のバンド編成に移行。弦楽器にギターではなく大正琴を取り入れ、ニュー・ウェイヴ系でありながら電波系にも通じる脱力した歌詞・楽曲などが、異彩を放つ独特のセンスと世界観を持っていた。なおメンバーに「マサ子」はおらず、バンド名は「マユタン」と「サブリナ」の頭文字から取られている。リーダーはぬいぐるみのみんちん。
TBSテレビの深夜番組『三宅裕司のいかすバンド天国』（イカ天）（1989年5月27日放送）に「雨にヌレテモいーや」で初登場。バート・バカラックの「雨にぬれても」に日本語詞・アレンジをほどこしたカバー曲であり、メインボーカルのマユタンが歌う「ヘンな日だなぁ～」というフレーズが笑いを取り、審査員には「この完璧な危なさ、いいね～」と評された。番組内では「不思議少女系バンド」「危ない少女系バンド」とも紹介された。
1989年、ヒナタレコォド発売のオムニバスカセットブック「東京ダダイズム」に、「産婆リッツ」・「シノミー」で参加。1989年10月には1stアルバム「つちのこ男爵」を発表。1990年1月2日放映の「輝く!日本イカ天大賞」ではベスト・コンセプト賞を受賞。後の関連イベントにも度々出演した。1990年3月には1stEP「ムウ＝ミサ」を発表。1991年12月に第1回プロデュース公演「PINHOLE HEAVEN or DOT HEAVEN」を渋谷SEED HALLで行う。1992年10月に第2回プロデュース公演「Sample・music」を六本木キャラメルで行う。
イカ天終了後は正式に解散しないまま1993年にバンド活動を終了。以降は再びサブリナとマユタンの姉妹ユニットとしてやライブイベントやナレーションなどを手掛けるが、サブリナの死去により1994年に活動休止。
その後もマユタンは新たに音楽活動や漫画家・岡崎京子のアシスタント、NHK教育テレビ『うたってオドロンパ』への楽曲提供、アニメ『学校のコワイうわさ 花子さんがきた!!』の声優（花子さん役）など様々な分野でマルチな活動を続けている。また、原平真貴雄（原平マキオ）の名義で、渋谷パルコのフリーペーパー『GOMES』主催のGOMES漫画グランプリで大賞（グランプリ）を受賞している。
2022年、「マサ子さん温故知新YEAR」とし、マサ子さん1/2名義でのアルバム「Unfinished COVERS」を発表。

## メンバー
- マユタン（ボーカル）  - 劇画家の南波健二の次女として東京都に生まれる。武蔵野美術短大グラフィックデザイン科卒[6]。人生（ZIN-SÄY!）のファンクラブ「人生教」の発足メンバー（会員番号01番）[7]。『イカ天』出演後はCMナレーション、イラストレーター、声優など様々な分野でマルチに活動している。本名は南波摩有子。芸名は川口ろば・らくだ→岩城ゴリラ→ナンムラ→マユタン・ジェリンドリーム略してマユタンと改名を経て現在はまゆたん名義で活動中[8]。
- サブリナ・ブルネイ（ボーカル、1994年没） - 東京都生まれ。マユタンの姉。1992年には山田花子追悼記念芝居『魂のアソコ』（ジーコ内山主催）で主演を務めた。本名は早川早帆子。2019年には没後25年回顧イベント『SABRINA, FOREVER』が開催された[3]。1994年に病気により死去[9]。享年26。
- カナム（大正琴、2005年没）。『平成よっぱらい研究所』で、同じマサ子さんメンバーの田中あつ子と二ノ宮知子の漫画アシスタントをしていたことを二ノ宮が記している[10]。別名・ガラ。
- ウイカ（ベース）2013年のイカ天復活イベントに参加。別名・マウンテンネクストアーリーサマー。
- ピート様（キーボード）別名・田中ケムマキ。
- ケビ山りよ子（ドラムス）別名・さけびまこと。

## ディスコグラフィー
- 作品（電燈）[11]

・作品（マサ子さん）
・作品（マサ子さん1/2）
・参加作品
| リリース       | タイトル(収録曲)                                                | 規格           | レーベル       |
| -------------- | --------------------------------------------------------------- | -------------- | -------------- |
| 1989年         | 東京ダダイズム(産婆リッツ、シノミー)                            | カセットブック | ヒナタレコォド |
| 1989年         | IKA-NIGHT TEN-NIGHT LIVE AT MZA(LOVE:LOVE SONG)                 | CD             | IKA-TEN        |
| 1989年         | いか天完全完奏版 日本青年館LIVE(車からみてね)                   | ビデオ         | IKA-TEN        |
| 1989年         | いか天完全完奏版 1989年5月号(雨にヌレテモいーや)                | ビデオ         | IKA-TEN        |
| 2005年12月28日 | 30-35 [サンゼロ-サンゴー] Vol.7[いか天]特集(雨にヌレテモいーや) | CD             | SMDR GT Music  |
| 2009年2月26日  | バンドブームとかそのころロック!(雨にヌレテモいーや)             | CD             | Avex Trax      |
| 2022年7月15日  | 姉妹魔女集会(FLY…I? (1989.9.19 名古屋CLUB QUATTRO))             | CD             | dapple         |